# Топлица (Врапчиште)
Топлица (мкд. Топлица) је насеље у Северној Македонији, у северозападном делу државе. Топлица припада општини Врапчиште.

## Географија
Насеље Топлица је смештено у северозападном делу Северне Македоније. Од најближег већег града, Гостивара 8 km северно.
Топлица се налази у горњем делу историјске области Полог. Насеље је положено на западном ободу Полошког поља. Источно од насеља пружа се поље, а западно се издиже Шар-планина. Надморска висина насеља је приближно 570 метара.
Клима у Топлици је умерено континентална. 

## Становништво
Топлица је према последњем попису из 2002. године имала 1.274 становника.
Претежно становништво у насељу су Албанци (99%).
Већинска вероисповест је ислам.